# Бессарабия в составе Румынии
Бессарабия находилась в составе Румынии в течение 22 лет с 27 (9)—28 марта (10 апреля) 1918 года, когда Сфатул Цэрий (Совет Края) Молдавской Демократической Республики проголосовал за объединение Бессарабии с Румынией, до 28 июня 1940 года, когда согласно секретному протоколу советско-германского пакта 1939 года и после ультимативных нот Советского правительства Бессарабия была передана Советскому Союзу, основавшему на бо́льшей части её территории Молдавскую ССР, южная часть Бессарабии (Буджак) была передана в состав Украинской ССР.

## Предпосылки

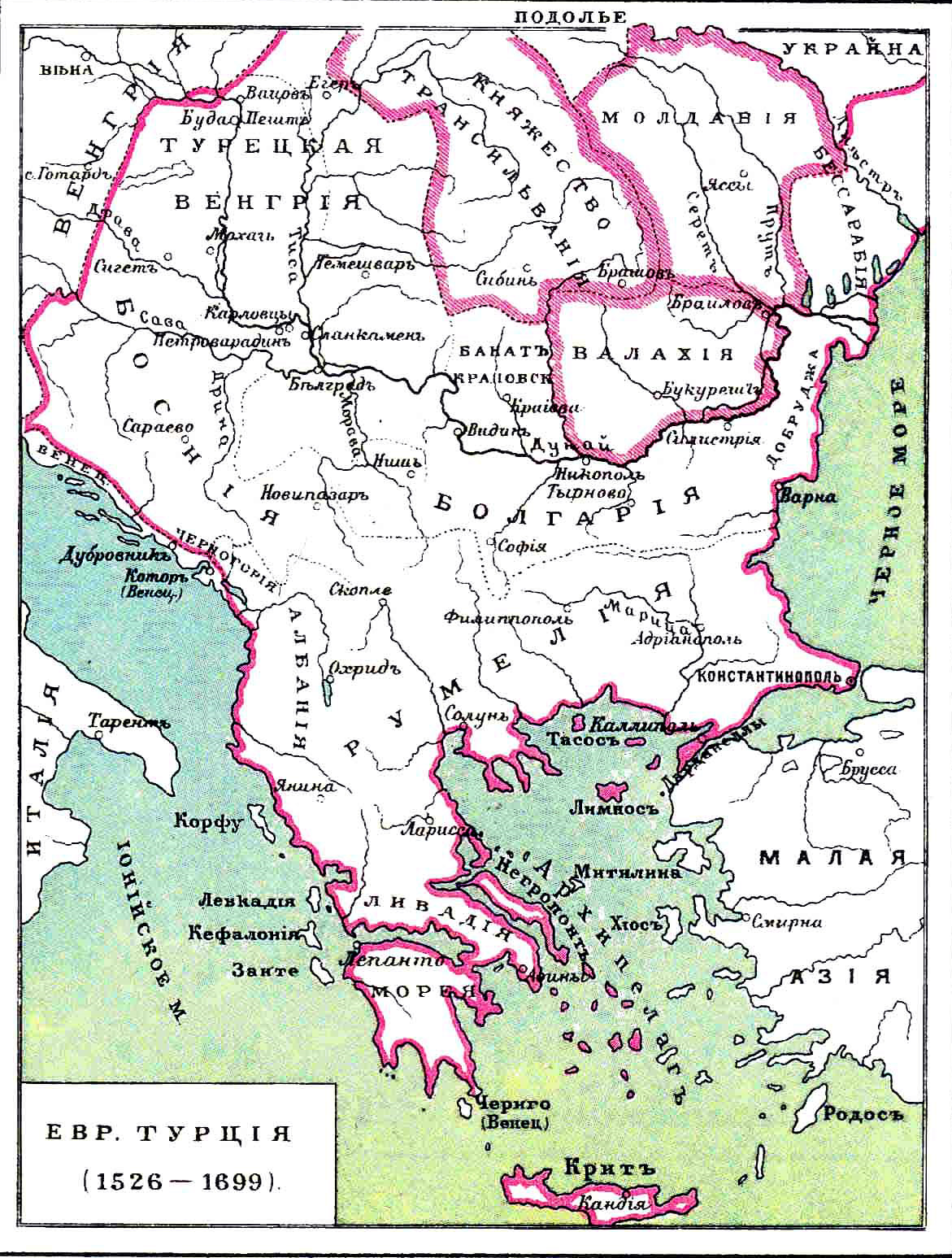
Карта Европейской части Османской империи (1526—1699)

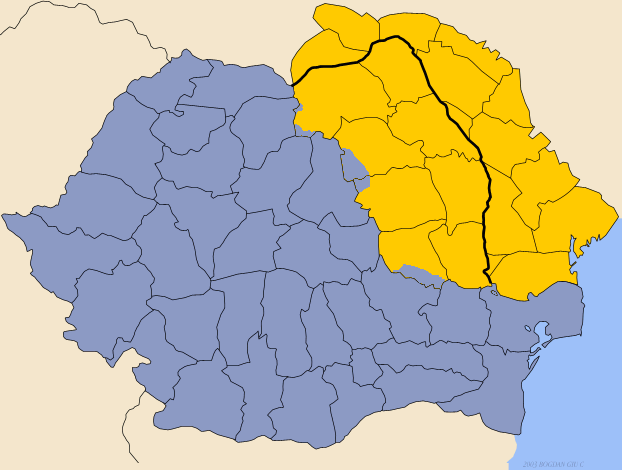
Регион Молдавского княжества (обозначен жёлтым) на территории современных Румынии (обозначена синим), Молдавии и Украины. Территория княжества слева от чёрной линии принадлежит Румынии, составляя историческую область Молдова.

Согласно Бухарестскому мирному договору 1812 года, Османская империя уступала России Бессарабию (бывшее ранее восточной частью Молдавского княжества) — территорию Пруто-Днестровского междуречья, которая в Османской империи стала называться Бессарабией. Остальная часть княжества осталась под турецким господством. В то время северо-западная часть Молдавского княжества — Буковина — уже входила в состав Габсбургской монархии. В 1859 году Молдавское княжество было объединено с Валашским государством, образовав объединённое княжество. В 1856 году, согласно Парижскому мирному договору, Кагульский и Измаильский уезды отошли к Молдавскому княжеству, но в 1878, согласно Берлинскому соглашению, эти два уезда были возвращены Российской империи.
На протяжении XIX века, пока Бессарабия входила в состав России как область, а затем и губерния, при росте численности молдаван в крае с 377,2 тысяч в 1817 году до 570 тысяч в 1859 году, снизился их удельный вес с 78,2 % до 54,9 %. Этот процесс сопровождался активным переселением в регион русского, украинского, немецкого, еврейского, болгарского и гагаузского населения. Русификаторская политика царского правительства оказывала двоякое влияние на население края. С одной стороны, часть местной элиты, особенно из дворянства и горожан, утрачивала национальные чувства. С другой стороны, эта политика привела к обострению национальных чувств у интеллигентов в первом поколении и выходцев из сёл, практически не затронутых русификацией. Несмотря на расширение школьной сети, население края в подавляющем большинстве оставалось неграмотным. К 1897 году насчитывалось только 15,6 % грамотных (22 % мужчин и 8,83 % женщин). Некоторые румынские историки утверждали, что недовольство российским управлением начало появляться перед началом Первой мировой войны.

## Интервенция и ликвидация МДР
Первая мировая война привела к усилению политического и национального движения среди местных жителей.
После Октябрьской революции 1917 года Бессарабия выбирала собственный парламент, Сфатул Цэрий, который начал свою работу 3 декабря 1917 г., объявил Бессарабию Молдавской Демократической Республикой (2 (15) декабря 1917) в составе России, сформировал его правительство (21 декабря 1917). Во время румынской интервенции Сфатул Цэрий объявил независимость от России (18 февраля 1918).
Румынские войска вошли в Бессарабию 7 декабря 1917 года[календарный стиль?] под предлогом закупки продовольствия. Тогда два полка румынской армии пересекли Прут, заняли Леово и несколько приграничных сёл. Большевики Кишинёвского гарнизона смогли выставить заслон румынским войскам, а революционно настроенные солдаты взяли под контроль приграничную станцию Унгены.
28 декабря 1917 года[календарный стиль?] на заседании Сфатул Цэрий в Крестьянской фракции П. Ерхан поставил на голосование вопрос о необходимости ввода румынских войск «для борьбы с анархией, охраны продовольственных складов, железных дорог и заключения иностранного займа». Это предложение было принято большинством голосов (38). Члены фракции Объединённого социалистического блока вышли из состава Сфатул Цэрий в знак протеста против ввода румынских войск.
Военный министр МДР Г. Пынтя заявил:

<...> молдавское население, и в особенности солдаты-молдаване, были возбуждены и разгневаны тем, что придут румыны, чтобы отобрать у них землю, добытую в результате революции, и свободы, завоёванные после века страданий.

Земли в Румынии изымались у богатых землевладельцев и отдавались крестьянам. Крупные землевладельцы не имели права владеть больше, чем 150 га земли. Крестьяне же получали землю под залог.
В первых числах января румынские войска перешли молдавскую границу и заняли города Болград, Кагул, Леово, Унгены и несколько сёл. 6 января 1918 года была предпринята попытка атаковать Кишинёв со стороны Раздельной отрядом трансильванцев. Против них выступили части фронтотдела Румчерода и молдавские отряды, которые были отправлены на поддержку румынским войскам Советом Генеральных Директоров, но перешли на сторону большевиков. Они разоружили трансильванцев и отправили в Одессу. При этом делалась попытка объяснить румынскую военную акцию как гуманитарную операцию в помощь местному населению и российской армии.

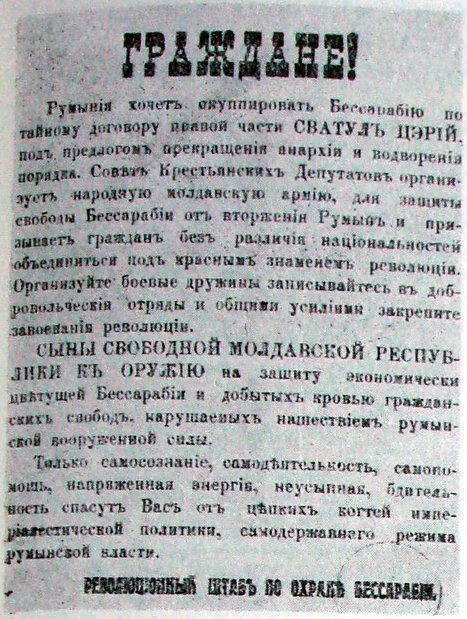
Воззвание революционного штаба по охране Бессарабии

8 января румынские войска начали наступление на северные и южные районы Молдавской Демократической Республики. После нескольких дней кровопролитных боёв революционный штаб покинул Кишинёв и 13 января его заняли румынские войска. 15 января Сфатул Цэрий по инициативе И. Инкулеца провёл торжественное заседание в честь приёма румынского генерала Е. Броштяну. В своих заявлениях Сфатул Цэрий убеждал население, что румынские войска пришли лишь для борьбы с анархией и охраны железных дорог и складов.
В это время север Молдавской Демократической Республики вплоть до Единец и Дондюшан был занят австро-венгерскими войсками, а четыре румынские дивизии, занявшие остальную часть Молдавии, предоставляли коридор для передислокации немецких войск в Одессу.
В Кишинёве же начал работу Губернский крестьянский съезд, однако он был разогнан, а члены президиума — молдаване В. Рудьев, Которос, Прахницкий, И. Панцырь и украинец П. Чумаченко — были обвинены в антирумынизме и расстреляны по приказу коменданта Кишинёва Мовилэ.
22 января 1918 года министр П. Ерхан информировал Сфатул Цэрий, что Украинская Народная Республика провозгласила независимость. На заседании в ночь с 23 на 24 января в условиях дислокации на территории республики румынских войск Сфатул Цэрий провозгласил независимость.
Тем временем население Молдавской Демократической Республики продолжало активное сопротивление румынским войскам. Особенно ожесточённые бои шли под Бендерами, в Измаиле, Килие, Аккермане, Вилково и на севере Бессарабии.
18 (31) января в Кишинёве собрался III Бессарабский губернский съезд Советов, который высказался против отторжения региона от Советской России. Председатель съезда В. М. Руднев был арестован и расстрелян на следующий день по распоряжению румынских оккупационных властей. Вместе с ним были казнены ещё 45 депутатов.
27 марта (9 апреля) 1918 года на заседании Сфатул Цэрий был поставлен вопрос об объединении Бессарабии с Румынией. Во время голосования здание, где заседал Сфатул Цэрий, было оцеплено румынскими войсками, на самом голосовании присутствовали румынские военные власти. Голосование, вопреки протестам некоторых депутатов, было открытым, а не тайным. Представители немецкого, болгарского и гагаузского меньшинств заявили, что в этом вопросе воздерживаются от голосования. Представитель крестьянской фракции В. Цыганко и представитель Русской культурной лиги А. Грекулов заявили, что вопрос объединения можно решить только путём всенародного референдума. Однако к их аргументам не прислушались, и было проведено открытое поимённое голосование. За присоединение проголосовало 86 депутатов, против — 3, воздержались — 38, отсутствовали на заседании — 35. Воздержались, в основном, представители немецкого, болгарского и гагаузского меньшинств.
В регионе начались массовые забастовки и восстания.
В ноябре началась подготовка к мирной конференции в Париже, на которой Румыния намеревалась добиться международного признания объединения. Румынское правительство организовало созыв Сфатул Цэрий с целью принятия решения о безоговорочном объединении Бессарабии с Румынией без каких бы то ни было условий об автономии. Перед открытием Сфатул Цэрий генеральный комиссар Бессарабии генерал Войтяну пригласил депутатов и убеждал их отказаться от автономии.
На заседании 25—26 ноября 1918 года при отсутствии кворума 36-ю голосами было принято решение о безусловном присоединении Бессарабии к Румынии, ликвидировавшее все условия акта от 27 марта 1918 года. Вскоре после принятия этого решения Сфатул Цэрий прекратил своё существование. Значительная часть депутатов выразила протест по этому поводу и даже направила меморандум румынскому правительству с требованиями восстановить автономию согласно акту от 27 марта, но их претензии не были приняты во внимание
29 декабря 1919 года румынский парламент принял закон о присоединении Трансильвании, Буковины и Бессарабии к Румынии.
К 1920 году в бессарабских школах сняли портреты царей Николая и Александра, вместо них повесили изображения короля Фердинанда и королевы Марии.
28 октября 1920 года Англия, Франция, Италия и Япония подписали с Румынией Парижский протокол, согласно которому эти страны, «полагая, что с точки зрения географической, этнографической, исторической и экономической присоединение Бессарабии к Румынии вполне оправдывается», признали суверенитет Румынии над Бессарабией.
Представители РСФСР и УССР 1 ноября 1920 года заявили, что «они не могут признать имеющим какую-либо силу соглашение, касающееся Бессарабии, состоявшееся без их участия, и что они никоим образом не считают себя связанными договором, заключённым по этому предмету другими правительствами».

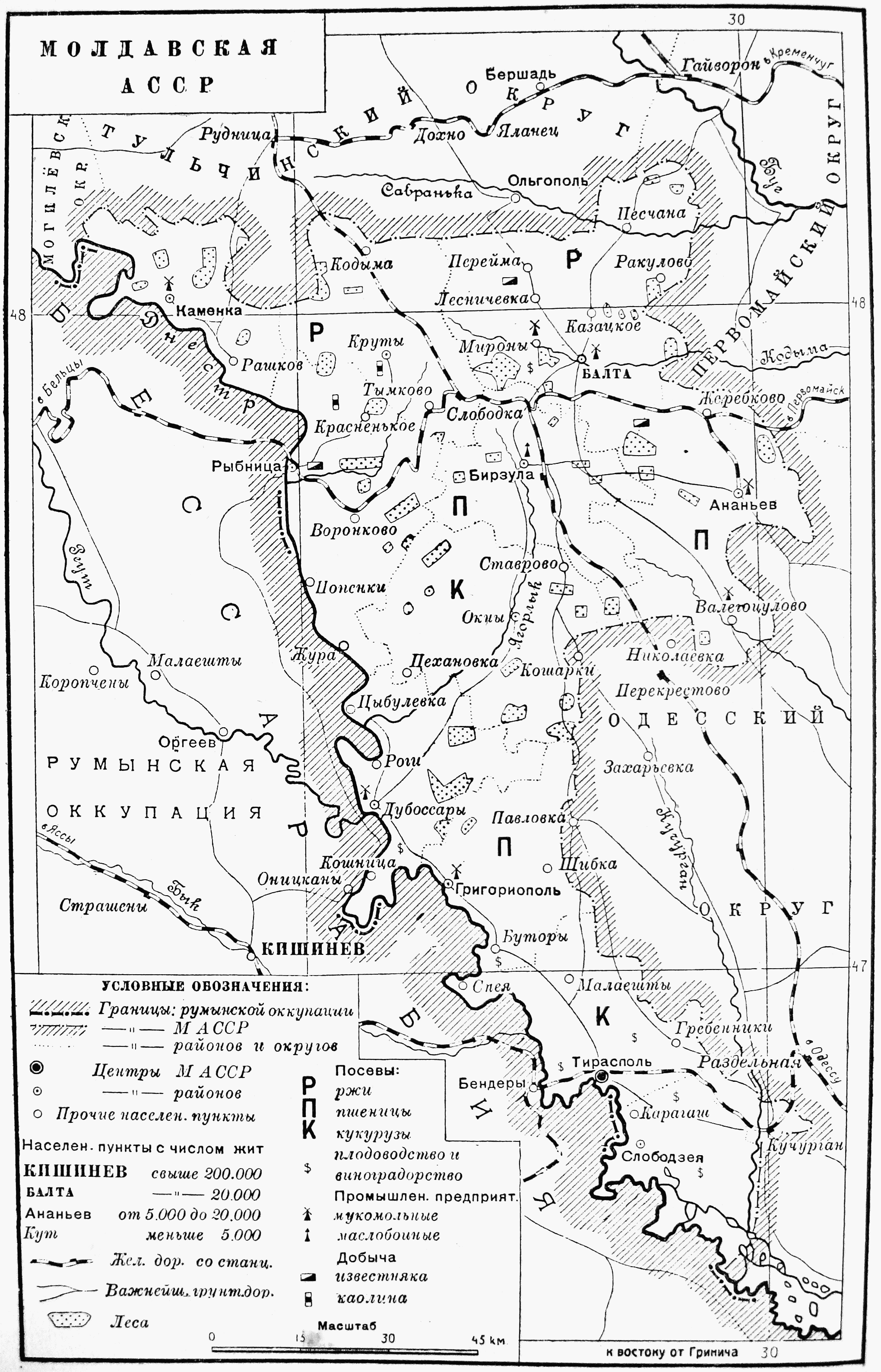
Карта Молдавской АССР c указанием румынской оккупации Бессарабии

Следующие 22 года Бессарабия входила в состав Румынии. Крестьянское восстание в Южной Бессарабии под руководством большевиков (15—18 сентября 1924 года) было легко подавлено румынской армией.
Присоединение Бессарабии к Румынии не признавалось Советским правительством и квалифицировалось как аннексия. На картах, выпускавшихся в СССР вплоть до 1940 года, Бессарабия обозначалась как территория, оккупированная Румынией, при этом не включалась в состав никакой из союзных республик (формально Молдавская АССР в составе УССР претендовала на территорию Бессарабии, однако Бессарабия никогда формально не передавалась из состава России в состав Украины). В Конституции РСФСР 1937 года (Глава 2 «Государственное устройство»; ст. 14) Бессарабская губерния не упоминалась (в предыдущих российских конституциях 1918 и 1925 годов отсутствовал перечень административно-территориальных единиц).

## Административное устройство
Рядом декретов на Бессарабию было распространено действие румынских законодательных актов об уголовном и гражданском кодексе, об организации почты и телеграфа, о применении торгового кодекса. Были созданы органы полиции и национальной безопасности (сигуранцы), жандармерии, суда и прокуратуры, а также военные трибуналы. Управление Бессарабией осуществлялось в соответствии с административными законами, принимавшимися румынским парламентом. Верховная власть в крае последовательно осуществлялась назначаемыми королём и облечёнными широчайшими полномочиями администраторами, имевшими следующие звания: генеральный комиссар Бессарабии, затем министр-уполномоченный румынского правительства в Бессарабии, министр-делегат правительства в Бессарабии, генеральный административный инспектор по делам Бессарабии, верховный комиссар румынского правительства по делам Бессарабии и Буковины, министр Бессарабии.
В 1938 году Бессарабия была официально ликвидирована в качестве отдельной административной единицы. Бельцкий и Сорокский жудецы вошли в состав Прутского цинута, Измаильский и Кагульский — в состав Нижнедунайского цинута, Хотинский — Сучавского, а из остальных был образован Днестровский цинут. Во главе цинутов стояли королевские резиденты, а жудецы возглавляли префекты.
В первые годы после присоединения административный аппарат Бессарабии, состоявший в основном из приезжих, отличался жестокостью и злоупотреблениями. Об этом свидетельствует, например, отчёт парламентской следственной подкомиссии о расследованиях, проведённых в Бельцком жудеце (1920—1921 гг.). Отчёт сообщает, что избиения и аресты в жудеце приобрели огромные масштабы, жандармы и агенты сигуранцы практикуют пытки над заключёнными раскалённым железом, горячими яйцами и солью. Среди сборщиков налогов процветают самоуправство, злоупотребления и реквизиции.

## Экономика

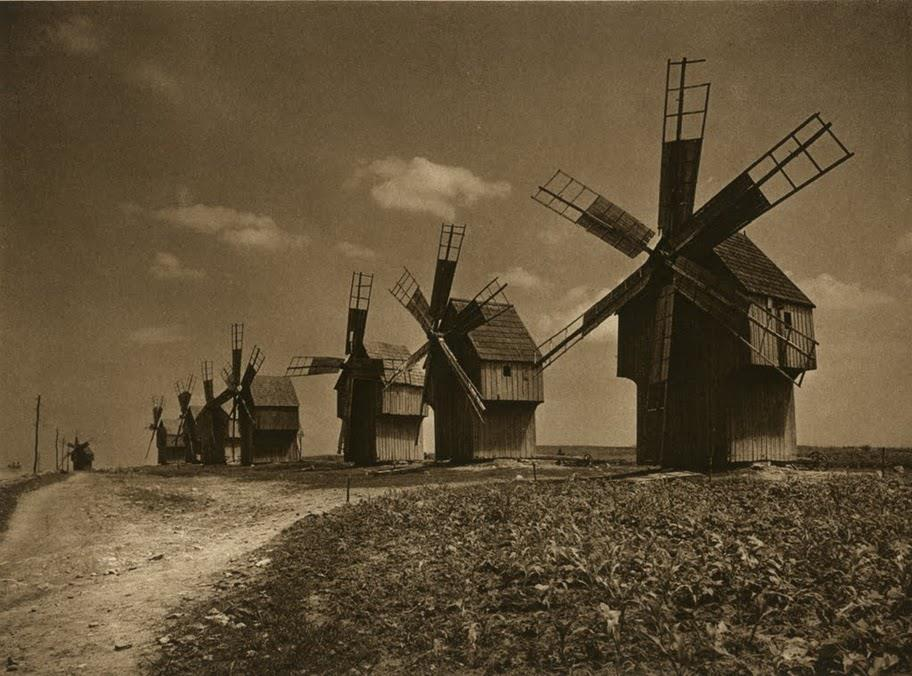
Ветряные мельницы в Бессарабии, 1933 год

### Промышленность
К окончанию Первой мировой войны промышленность в Бессарабии находилась в состоянии критического упадка. Большинство промышленных предприятий региона было вовлечено в обслуживание нужд русской императорской армии, действовавшей на южном и юго-западном фронтах, что повлекло за собой глубокую дезорганизацию производственного процесса и фактическое прекращение внешнеэкономической деятельности. Весьма значительная часть промышленных предприятий Бессарабии действовала как придатки крупных фабрик, расположенных на левобережье Днестра. Их основная функция заключалась в предварительной переработке определённых видов сырья в полуфабрикаты, которые затем вывозились в индустриальные центры остальной части Российской империи для окончательного изготовления продукции. Такая система производства институционализировала периферийный статус региона. Даже учитывая что Бессарабия в составе России, наряду с австрийской Буковиной, была формально включена в так называемую третью фазу индустриализации (1861–1890 гг.), это оказало лишь незначительное влияние на экономическое развитие региона. Обеспечиваемая промышленной продукцией из промышленных центров Одесского региона, Бессарабия сохраняла преимущественно аграрный характер. Этот структурный дисбаланс стал наследием царской России и проявился вновь уже в период нахождения края в составе Румынского королевства.
Первым шагом по включению Бессарабии и других новых провинций в экономическое пространство Румынского королевства стало распространение на эти территории основного закона от 13 февраля 1912 года о поощрении национальной промышленности. В соответствии с этим законом предоставлялись различные льготы, направленные на развитие мелкой промышленности и ремесленного производства. В целом, только в период 1918–1921 годов было издано 63 нормативных акта, включая законы, регламенты, журналы заседаний Совета министров и декреты-законы, касающиеся вопросов промышленного развития. В начале межвоенного периода румынская статистика фиксировала в Бессарабии 262 крупных промышленных предприятия, из которых 174 (66 %) принадлежали к пищевой отрасли. Однако за пределами сухих статистических данных экономическая реальность была значительно более неблагополучной. Многие из этих предприятий, учтённые в отчётах за 1919 год, на деле уже не функционировали. Первая мировая война, а также политические события 1918 года привели к разрушению множества мельниц и фабрик, действовавших ранее в регионе. В сложившихся условиях значительное число крупных предприятий оказалось вынуждено либо объединяться, либо прекращать деятельность в первые послевоенные годы. Таким образом, к 1926 году их число естественным образом сократилось до 157. В 1929 году, благодаря ряду мер по восстановлению экономики, наблюдается рост до 184 предприятий, далее — до 212 в 1936 году, на фоне относительной экономической стабилизации. Однако уже в 1937 году их количество вновь снижается — до 196 предприятий.
Результаты усилий румынской администрации в течение первого послевоенного десятилетия по восстановлению и развитию промышленности в Бессарабии можно оценить на основании данных Статистического ежегодника Румынии, касающихся численности занятых в основных категориях предприятий, а также объёмов установленной мощности. В течение одиннадцати лет после объединения (1919–1930 гг.) в Бессарабии было основано 6939 промышленных предприятий, что составляло 54,5 % от их общего количества — 15 252. Для сравнения, в 1914–1918 годах было создано лишь 8,8 % от общего числа предприятий. Из 20 440 коммерческих предприятий, функционировавших в регионе, 68% были открыты уже после 1919 года. Таким образом, после 1919 года общее число промышленных предприятий увеличилось на 147,1 %, предприятий металлургической отрасли — на 151,7 %, текстильной промышленности — на 68,7 %, а химической — на 70 %. 
Согласно данным историка Антона Морару, в Бессарабии в период 1918–1940 годов было восстановлено и построено 3012 крупных и мелких предприятий, ориентированных на переработку местного сырья. Учитывая богатую сырьевую базу региона, пищевая промышленность занимала доминирующее положение в структуре крупной перерабатывающей промышленности румынской Бессарабии. Так, в 1924 году в регионе действовали 2747 крупных и мелких предприятий, 65 паровых мельниц, 14 водяных, 218 ветряных мельниц, а также 359 маслобоен и маслозаводов. В том же году бессарабские мельницы перерабатывали в среднем  257.800 кг муки в день; маслозаводы производили ежедневно 227 декалитров подсолнечного масла, маслобойни — 75.909 кг масла, а сахарные заводы выпускали 48.000 кг сахара в сутки. Сахарная отрасль отличалась более динамичным развитием: в период румынской администрации на территории Бессарабии действовали три сахарных завода — в Зарожанах (уезд Хотин), Бельцах и Рисипенах. Только на реконструкцию и модернизацию предприятий в Зарожанах и Бельцах румынское правительство выделило около 18 миллионов леев. В определённой степени в румынской Бессарабии наблюдался и рост текстильной промышленности. К 1924 году в регионе действовали 15 фабрик по производству сукна с общей мощностью 781 метр сукна в сутки, 46 фабрик по стирке и кардочесанию шерсти с дневной перерабатывающей способностью 1858 кг, а также 16 дубилен с производственной мощностью 1732 кг шкур в день. К 1936 году в крае функционировало уже 31 текстильное предприятие. Основными центрами этой отрасли являлись города Кишинёв и Четатеа Албэ (Аккерман ).
С другой стороны, несмотря на многочисленные успехи достигнутые при румынской администрации в сравнении с царским периодом, промышленность Бессарабии сталкивалась с рядом серьёзных проблем, особенно после Великой депрессии 1929 года, которая оказала негативное влияние на её развитие и привела к сокращению числа экономических единиц. Так, если в 1932 году в регионе действовало 847 мельниц, то к 1936 году их количество сократилось до 370. Если в 1932 году в регионе функционировал 21 завод по производству спиртных напитков, выпускавший 155 000 гектолитров продукции, то уже в 1936 году объёмы производства сократились до всего лишь 15 000 гектолитров, что составляло лишь 10 % от уровня 1932 года. Основными факторами, негативно повлиявшими на развитие румынской промышленности в Бессарабии в 1930-е годы, были строгие кредитные ограничения, повышение тарифов на транспортные перевозки, таможенные барьеры, а также особые налоговые меры. Налоговая нагрузка была высокой: предприятия обязаны были полностью обеспечивать назначенного налогового агента жильём, отоплением, освещением и офисным помещением. Тем не менее, несмотря на последствия мирового экономического кризиса, румынская промышленность в Бессарабии делала первые шаги в области машиностроения для сельского хозяйства. В регионе началось производство дисковых сеялок (на 18 рядов), жнеек («лобогрейка»), двухрядных кукурузо-сеялок, дробилок для винограда и других агрегатов. В 1933 году в городе Четатеа Албэ (Аккерман) состоялась выставка промышленных товаров, на которой предприятия уезда были удостоены 15 золотых медалей. Машиностроительный завод «Якоб Штайб» из Сарат (уезд Аккерман) был награждён большой золотой медалью на выставке в Кишинёве.

### Сельское хозяйство
Аграрный вопрос являлся одной из самых острых проблем в Бессарабии и требовал немедленного решения или, по меньшей мере, смягчения посредством радикальной земельной реформы. Ещё в 1917 году в деревнях региона развернулись масштабные социальные волнения, которые вскоре приняли форму массовых эксцессов: к концу 1917 года 90% помещичьих усадеб были разграблены, а две трети земель, принадлежавших крупным землевладельцам, оказались в руках дезертиров из русской армии и восставших крестьян. Накануне Февральской революции в Бессарабии свыше 98 тысяч семей, обеспечивавших своё существование крестьянским трудом, не располагали достаточными земельными участками. Так, около 90 тысяч семей владели лишь 0,5 десятины земли, а 190 тысяч хозяйств — от 0,5 до 5,5 десятин. Основную массу малоземельных и безземельных крестьян составляли молдаване, тогда как крупнейшими владельцами земельных угодий в регионе были переселенцы — преимущественно выходцы из остальной части Российской империи или других европейских стран. По мнению агронома и профессора Агриколы Кардаша, почти 90% крупных помещиков в Бессарабской губернии были чужды молдавскому крестьянству и поддерживали с ним отношения исключительно в рамках эксплуатации.
После присоединения Бессарабии к Румынии 27 марта / 9 апреля 1918 года регион получил возможность провести аграрную реформу в условиях относительного спокойствия и стабильности, обеспеченных дислокацией румынской армии, которая ликвидировала последние очаги анархии в провинции. 27 ноября 1918 года, Сфатул Цэрий принял закон об аграрной реформе, который был опубликован в Monitorul Oficial, № 220 от 22 декабря 1918 года, и сразу же введён в действие. Аграрная реформа, проведенная румынскими властями в Бессарабии строилась на следующих принципах:
1. Государство экспроприировало у крупных помещиков землю в общественных интересах (при этом за ними сохранялись усадьбы, виноградники, сады и по 100 гектаров земли), с обязательной компенсацией по заранее установленным тарифам, определяемым специальными комиссиями по экспроприации.
2. Изъятая у помещиков земля передавалась в индивидуальную собственность крестьянам-землепользователям в виде наделов, стоимость которых они должны были выплатить государству.
3. Право на землю предоставлялось на равных условиях как представителям титульной нации, так и национальным меньшинствам.
В рамках действия данного закона было экспроприировано 4480 крупных имений. Из общей площади в 1 844 539 гектаров было изъято 1 491 930 гектаров. Из них было сформировано 323 481 земельный надел общей площадью 1 043 679 гектаров, переданный 323 481 крестьянину (главе). Дополнительно 13 292 гектара были разделены на участки и предоставлены 2369 крестьянам-колонистам. Бывшие арендаторы получили в собственность 41 122 гектара. В целом земля была перераспределена в 1739 населённых пунктах из примерно 2000, существовавших на тот момент, — 357 016 жителей получили в общей сложности 1 098 045 гектаров земли. Большинство наделов составляли от 3 до 5 гектаров. Первым последствием аграрной реформы в Бессарабии стало радикальное изменение структуры земельной собственности: преобладающей формой стала мелкая частная собственность на землю, при этом сохранялся и определённый слой наёмных сельскохозяйственных рабочих. Земельная реформа, проведённая румынскими властями в регионе, коренным образом изменила прежнее соотношение между землёй и трудом, установив новое социальное равновесие в структуре земельной собственности. Если в период российской администрации участки площадью до 100 гектаров составляли 55,9 % от общего земельного фонда, а крупные владения свыше 100 гектаров — 44,1 %, то после проведения реформы доля крестьянской собственности возросла до 91,5 %, в то время как крупные земельные владения сократились до 8,5 %.
В результате перехода от крупного латифундийного землевладения к мелкому крестьянскому хозяйству значительно возрос интерес крестьян к более эффективному использованию земли, к совершенствованию аграрных орудий и методов земледелия. К числу положительных последствий румынской аграрной реформы для Бессарабии следует отнести её значительный вклад в обеспечение крестьянства продовольствием, развитие внутренней торговли, увеличение объёмов животноводческой продукции, а также достижение для того времени заметной рентабельности в сельском хозяйстве. Во всех районах провинции пашня занимала от 70 до 80% всех сельскохозяйственных угодий. Таким образом, посевные площади увеличились с 2 248 535 гектаров в 1918 году до 2 917 236 гектаров в 1924 году, то есть на 9 %. Кроме того, в Бессарабии в тот период значительно увеличились площади, занятые под фруктовые деревья и овощные культуры. Такие породы, как яблони, груши, абрикосы и грецкие орехи, выращивались в промышленных и товарных масштабах, и к 1940 году фруктовые сады и овощные угодья в регионе занимали более 81 тысячи гектаров. В румынской Бессарабии интенсивное развитие получила и виноградная отрасль. Общая площадь виноградников в регионе увеличилась в три раза — с 39,9 тыс. гектаров в 1918 году до 110,5 тыс. гектаров в 1939 году. Существенно возрос и общий объём виноградарской продукции: с 84,7 тыс. тонн в 1918 году до 325,4 тыс. тонн в 1939 году. В межвоенный период крестьянство Бессарабии активно занималось разведением скота. Только количество крупного рогатого скота увеличилось с 483 255 голов в 1918 году до 798 156 голов в 1923 году. Этот рост был обусловлен возросшей потребностью в тягловой силе в регионе, а также использованием мяса в питании населения.
С другой стороны, реализация аграрной реформы в Бессарабии сталкивалась с большими трудностями, поскольку её радикальный характер требовал сопровождения со стороны целостной и последовательной государственной политики по восстановлению сельского хозяйства — через подготовку необходимых специалистов, участие профильных учреждений и принятия мер, выходящих за пределы возможностей частной инициативы. Однако эти задачи не могли быть выполнены в тот момент, поскольку румынское государство находилось в состоянии финансового истощения, а присоединённые провинции, несмотря на увеличение территории страны, также пребывали в разорённом состоянии. С одной стороны, аграрная реформа имела положительные последствия в социальном и политическом плане, особенно учитывая, что в новых провинциях подавляющее большинство крупных земельных владений принадлежало чужеродному населению. Однако в экономическом отношении мелкий собственник, лишённый необходимой техники и сельскохозяйственного инвентаря, располагал ограниченными возможностями для улучшения состояния своего хозяйства. Рост сельского населения за счёт значительного естественного прироста, а также законодательные ограничения на концентрацию пахотных земель привели к раздроблению именно тех участков, которые были переданы крестьянам в рамках аграрной реформы. В Бессарабии местами фиксировались случаи, когда участки площадью 4–5 гектаров, переданные в собственность, впоследствии делились между наследниками на 10–25 мелких наделов. В результате эксплуатация таких земельных участков становилась крайне затруднительной: крестьянин не имел возможности обрабатывать землю рационально, ежедневно тратя силы и время на перемещения от одного надела к другому.
Мировой экономический кризис тяжело ударил по всем слоям населения Румынии, включая бессарабское крестьянство — в период 1929–1933 годов множество крестьян утратили свои земельные участки. Наиболее уязвимыми оказались владельцы участков площадью менее 10 гектаров. Тем не менее, аграрная реформа сыграла важную роль в демонтаже феодального способа производства и заложила основы для формирования земельных отношений, присущих капиталистической модели. В этом смысле, одним из позитивных последствий аграрной реформы стало также формирование немногочисленного, но повсеместно присутствующего в деревнях слоя зажиточных и предприимчивых крестьян, владевших участками площадью более 7 гектаров. К концу межвоенного периода такие хозяйства обеспечивали среднегодовой доход в размере 28 тысяч леев. Несмотря на все трудности, сельское хозяйство в румынской Бессарабии ежегодно обеспечивало значительные объёмы сельскохозяйственной продукции. Производство зерна колебалось в пределах от 1,5 до 3 миллионов тонн, вина — от 1,5 до 3,2 миллиона декалитров и т.д. По сравнению с другими румынскими регионами, Бессарабия занимала первое место по выращиванию сельскохозяйственных культур, фруктов и винограда.

### Социально-экономическое положение населения
К началу 1930-х годов в крае усилилась безработица, ежегодно регистрировалось 13—14 тысяч безработных. Уменьшилась заработная плата. Средняя зарплата квалифицированного рабочего в металлообрабатывающей и пищевой промышленности в 1938 году составляла 75 % от уровня 1928 года, а в остальных отраслях — всего 47 %. Активно использовался женский и молодёжный труд, причём зарплата женщин была на 20—30 %, а подростков — на 25—50 % ниже зарплаты мужчин. Повсеместно не соблюдался 8-часовой рабочий день, не предоставлялись отпуска и не выплачивались пособия по болезни и нетрудоспособности.
По данным румынского министерства юстиции, в 1932 году в Бессарабии насчитывалось около 363 тысяч дебиторов, общая сумма долга которых составляла 3,5 млрд леев. 99,2 % от общего количества должников и 72,4 % от общей суммы долга составляли крестьянские хозяйства, владевшие до 10 га земли. Недовольство народных масс привело в 1934 году к принятию «Закона о ликвидации сельскохозяйственных и городских долгов», согласно которому долги сокращались на 59 % с погашением оставшейся суммы в течение 17 лет под 3 % годовых. Разорение мелких собственников привело к увеличению сельскохозяйственных рабочих, число которых в 1930 году составило более 18 тысяч человек. Многие уезжали на заработки в другие регионы Румынии и за границу.

## Культура и система образования
Основные статьи: Архитектура, Культура, Литература, Музыка.

### Образование
К 1918 году система образования в Бессарабии, унаследованная от Российской империи, значительно уступала уровню школьного обучения в Старом королевстве и других недавно присоединённых провинциях Румынии. В период царской администрации на территории губернии функционировали четыре категории начальных школ: грамматические, церковно-приходские, земские и монастырские. Основной задачей этих учреждений было предоставление элементарных знаний — чтения, письма, арифметики, заучивания церковных молитв, а также ознакомление с основами русской культуры. Обучение, как правило, велось исключительно на русском языке. Уже во второй половине XIX века преподавание на румынском языке в учебных заведениях Бессарабской губернии было официально запрещено. Соответствующее распоряжение императора Александра II от 3 февраля 1871 года утвердило предложение министра народного просвещения Дмитрия Толстого о прекращении преподавания на румынском языке в уездных училищах Кишинёва, Хотина, Оргеева, Бельц и Сороки. По мнению историка Георге Паладе, политика денационализации, проводимая царским режимом в отношении румынского (молдавского) населения Бессарабии — преимущественно сельского, — и реализуемая, в частности, через русификацию школьного образования, привела к почти полному отчуждению местного населения от системы обучения. Как следствие, уровень неграмотности среди молдаван достигал исключительно высоких значений.
Согласно данным переписи населения Российской империи от 28 января 1897 года, уровень грамотности среди жителей Бессарабии составлял 19.4%, а среди молдавского населения в частности — лишь 10,5 % среди мужчин и всего 1,7 % среди женщин. Ввиду отсутствия всеобщей переписи населения в Румынии в начале межвоенного периода, которая планировалась к проведению в 1920 году, остаётся неизвестным и культурное состояние населения Бессарабии в первые годы после объединения. Хотя с момента проведения российской переписи 1897 года до событий 1918 года в крае возможно случился определённый рост уровня грамотности, все же, как замечает историк Николае Енчю, темпы увеличения числа грамотных оставались низкими в предвоенные годы, поскольку в российской Бессарабии отсутствовал закон о всеобщем обязательном начальном образовании. В академической литературе упоминаются данные, согласно которым в 1918 году уровень грамотности среди населения Бессарабии составлял всего 24,17%. Последний президент Сфатулуй Цэрий, Пантелимон Халиппа, так охарактеризовал уровень культурного развития молдаван в период царского правления: «Проигнорированные молдаване, лишённые культуры, рискуют стать в собственном крае рабами других народов, которые превзошли их в культурном отношении и стремятся превзойти также и в других сферах общественной жизни».
После присоединения Бессарабии к Румынии 27 марта 1918 года румынское государство инициировало масштабный процесс национализации системы образования в регионе, направленный на культурную и образовательную интеграцию провинции. Этот процесс включал значительные меры финансовой, организационной и педагогической поддержки, в частности — профессиональную подготовку учителей, организацию школьных библиотек с книжным фондом на румынском языке, а также строительство новых зданий для начальных и средних школ, особенно в сельской местности. С учётом острой нехватки педагогических кадров в первые послевоенные годы, 12 сентября 1918 года был принят декрет-закон об организации средних учебных заведений и педагогических школ в Бессарабии. Румынские власти основали первые педагогические училища в городах Сорока, Четатеа Албэ (Белгород-днестровск) и Кишинёв. Согласно королевскому указу № 98 от 2 января 1919 года в Бессарабии были осуществлены коренные преобразования в системе финансирования, содержания и материально-дидактического обеспечения учебных заведений. Все начальные школы, которые ранее содержались за счёт земств, городских управ и при финансовой поддержке сельских общин, переходили в ведение исключительно Министерства народного просвещения и вероисповеданий Румынии. Учителя отныне подлежали оплате из государственного бюджета. В 1921 году в Бессарабии было введено обязательное начальное образование. В последующие годы, как и в остальных провинциях Румынии, в регионе была сформирована новая трёхступенчатая система образования, включающая начальное, среднее и высшее образование. 26 июля 1924 года был принят Закон о начальном государственном образовании в Румынии, который закреплял единую организацию начальной школы. Согласно положениям закона, начальное образование становилось обязательным и бесплатным для населения всех провинций страны в возрасте от 7 до 16 лет. Закон также предусматривал подготовку педагогических кадров через начальное нормальное образование (учительские школы). Образование включало семь классов, разделённых на два цикла.
Согласно констатации румынского профессора и государственного деятеля Штефана Чобану, основанному на данных губернского земства об учебных заведениях провинции, опубликованных в 1917 году, в Бессарабии функционировали 1.383 начальных школ, в которых обучались 80.391 ученик. Вскоре после объединения были основаны многочисленные учреждения среднего образования. Так, количество государственных лицеев в Бессарабии возросло с 26 в 1919/1920 учебном году до 35 в 1925/1926 году, что составляет увеличение на приблизительно 34,6%. Одновременно численность учащихся увеличилась с 4 097 до 6 627 человек в тот же период, то есть на 61,8%. Число профессиональных школ в Бессарабии увеличилось с 9 в 1919 году до 19 в 1926 году, а количество учащихся возросло соответственно с 175 до 1048 человек. Румынские власти в межвоенной Бессарабии прилагали усилия и к подготовке будущих аграриев: к 1927 году в регионе действовали Национальная школа виноградарства в Кишинёве, низшие сельскохозяйственные школы в Гринеуцах, Крикове, Мынзарях и др., а также школа виноградарства в Сахаре — на три школы больше по сравнению с 1918 годом. Также наблюдался рост числа учащихся: с 400 человек в 1918 году до 700 в 1926 году. К концу межвоенного периода в провинции продолжится значительный рост числа учебных заведений, особенно сельских начальных школ: их количество увеличилось с 927 в 1915 году до 2.235 в 1938 году. Количество средних учебных заведений увеличилось до 50 в 1938 году, а число профессионально-технических школ выросло с 6 до 54 к 1932 году.

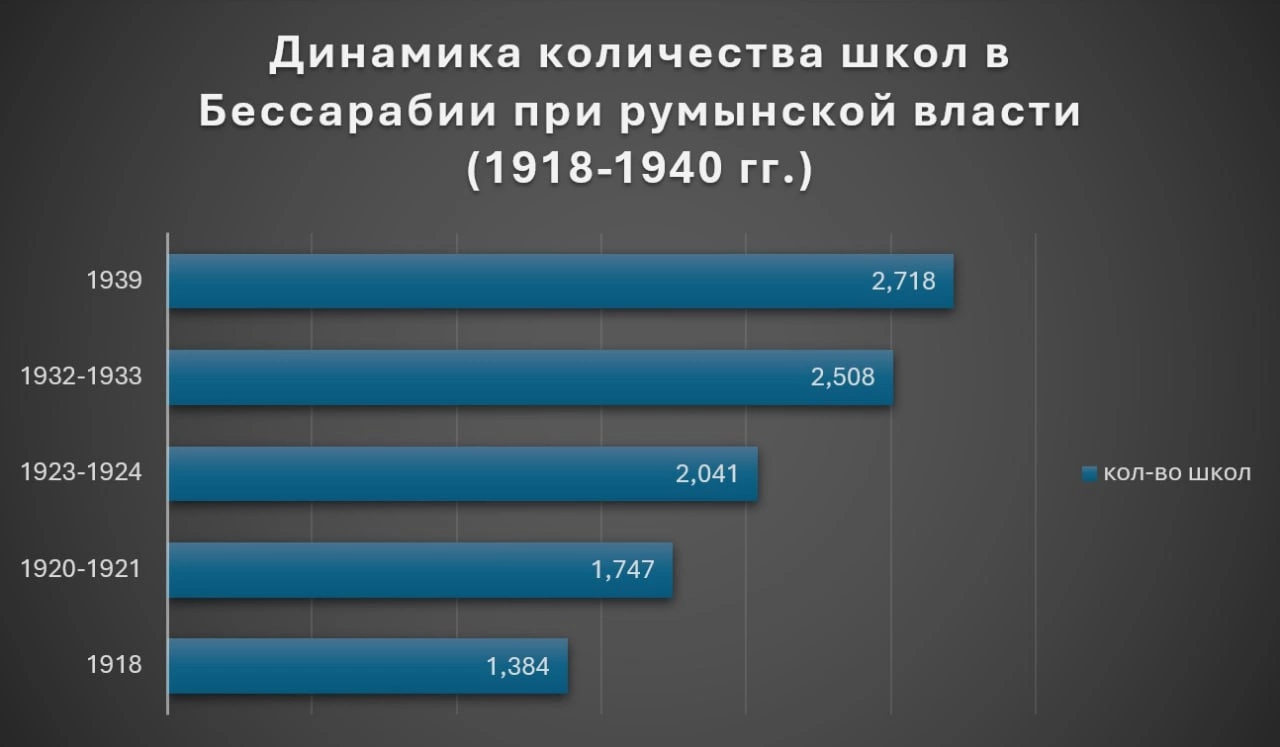
Прирост учебных заведений в Бессарабии (1918-1940) согласно данным историка Александра Болдура

Если в 1921 году в Бессарабии насчитывалось 1.747 школ, в которых работали 2.746 учителей и обучалось 136.172 ученика, то к январю 1939 года число школ увеличилось до 2.718 учебных заведений, число учащихся достигло 346.747 чел., а количество преподавателей возросло до 7.581 человек. Это означало, что за восемнадцать лет число школ выросло примерно на 56%, количество учеников — на 155%, а численность педагогического состава — на 176%.  Уровень грамотности в румынской Бессарабии, согласно переписи населения от 29 декабря 1930 года, по сравнению с последней российской переписью, практически удвоился, увеличившись с 19,4% в 1897 году до 38,1% в 1930 году. Согласно данным, приведённым министром иностранных дел Румынии Михаем Антонеску, уровень грамотности в Бессарабии к 1940 году составил около 55% (если использовать методологию румынской переписи 1930 года), что на 17 процентных пункта выше по сравнению с 1930 годом (38,1%).

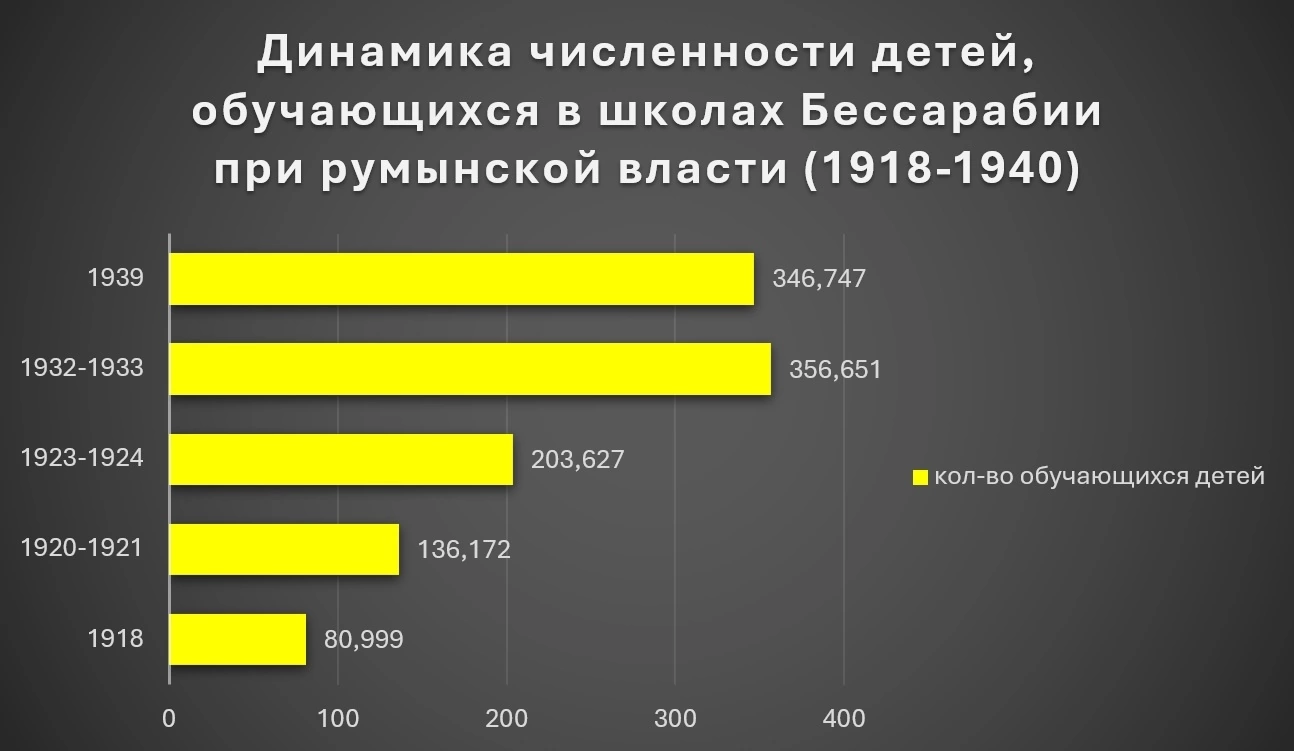
Динамика роста числа учащихся детей в школах Бессарабии в 1918–1940 годах согласно данным, предоставленным историком Александру Болдуром.

Важным этапом в развитии образования и научного прогресса в Бессарабии стало учреждение, впервые в истории края, высших учебных заведений. Это нашло выражение в открытии факультета теологии (8 ноября 1926 года) и факультета агрономии (9 апреля 1933 года), которые действовали в составе Ясского университета, а также в создании трёх частных консерваторий — «Униря», Национальной и Муниципальной. Агрономический факультет в Кишинёве стал полноценным высшим учебным заведением, сыгравшим значительную роль в подготовке квалифицированных специалистов. Здесь преподавали 21 профессор и доцент, 31 ассистент и руководитель работ, а общее число студентов достигало 400 человек. Центральная библиотека насчитывала 10 500 томов по различным областям аграрных наук. Для проведения практических занятий факультет располагал опытными участками, фермерскими хозяйствами, питомниками и виноградниками, охватывавшими площадь около 200 гектаров.

### Церковь
К моменту вступления румынских войск на территорию Бессарабии в регионе существовали три епархии, подчинённые Русской православной церкви — Кишинёвская в центре Бессарабии, Болградско-Измаильская на юге и Хотинская на севере. Местные церковнослужители с недоверием отнеслись к вхождению региона в состав Румынии, так как в стране действовала Румынская православная церковь.
Румынская православная церковь стремилась подчинить себе три местные епархии. Как только Бессарабия стала частью Румынии, румынский Синод обратился к местным епископам с требованием переподчиниться ему. Когда епископы отказались выполнить ультиматум Румынской православной церкви, был предпринят силовой вариант. Румынские войска арестовали их и выслали на левый берег Днестра. Вместо высланного из страны архиепископа Анастасия в Бессарабию прибыл румынский архиепископ Никодим. Прихожане встретили его недружественно, поэтому Никодим обратился к ним с речью, в которой оправдывал действия румын: «Молдаване должны знать, что они виновны в этом, так как не решились отречься от русского архиерея, которого Румыния не может терпеть после того, как он охаял её, будучи в Москве».
Одновременно проводились репрессии против остальных священнослужителей, подчинённых Русской православной церкви. Так, за богослужение на церковнославянском языке в селе Речула румынские жандармы арестовали и высекли розгами всех послушниц местного монастыря. Наказания также следовали за помощь антирумынскому движению. Именно поэтому большое количество церковнослужителей бежало из Бессарабии в Одессу и прилегающие регионы. Также среди священнослужителей и прихожан проводились этнические чистки. В основном нерумын выявляли по языковому признаку. Как правило, это оказывались славяне — русские, украинцы или болгары. К примеру, в Измаильском уезде, подавляющее число населения которого составляли славяне, церковные службы запрещалось проводить без присутствия жандармов. По всей Бессарабии был введён запрет на богослужение на церковнославянском языке, поэтому тех, кто молился не на румынском, ловили.
Те, кто не бежал за границу из-за репрессий по религиозному или языковому признаку, объединялись в религиозно-политические общества. По всей территории Бессарабии возникло несколько таких организаций. Румынское правительство в свою очередь организовало на территории региона свои религиозно-политические организации для противопоставления с антирумынскими. Обе противоборствующие стороны вели пропаганду, печатали газеты и листовки. Поддержки со стороны Российской православной церкви не было, так как она сама испытывала затруднения.
Вокруг празднования Пасхи возник конфликт из-за румынской реформы календаря. Фактически Бессарабская церковь оказалась расколота надвое — одни поддерживали румын, другие — русских. Кроме этих противоборствующих сторон в Бессарабии были и другие. Так, старообрядцы-липоване близ Дуная по-прежнему придерживались старых принципов. К ним на богослужения часто приходили местные жители, ранее ходившие в церкви Русской православной церкви. Резко возросло число баптистов, которых до этого в регионе было крайне мало.
Антирумынские национальные движения в Бессарабии тоже требовали отмены всех церковных реформ. Молдаване придерживались другого мнения, считая, что румынский язык качественно ничем не отличается от русского. Ко второй четверти XX века религиозный вопрос перерос в политический. В конце концов реформа календаря частично была отменена. При попытке вернуть новый стиль в 1935 году в Бельцком уезде началось крестьянское восстание. Восстание подавили румынские жандармы, но противостояние между ветвями церкви продолжалось вплоть до 1940 года.

## Система здравоохранения
К 1918 году здравоохранительная система в Бессарабии пребывала в крайне запущенном и катастрофическом состоянии: война, инфляция, массовое перемещение войск и беженцев, бедность и антисанитарные условия способствовали распространению эпидемий, за которыми, на фоне революционных волнений и политической нестабильности, практически никто не следил. Ситуацию усугубляло то, что с 1914 года больницы и амбулатории не ремонтировались и не пополнялись необходимым оборудованием, а местные врачи во время войны были заменены новыми кадрами, недостаточно квалифицированными. Официальная румынская статистика зафиксировала в Бессарабии в первые послевоенные годы интенсивное распространение множества эпидемий. Сыпной тиф достиг тревожных масштабов: 24 988 случаев в 1918 году, 50 915 — в 1919-м и 31 246 — в 1920-м. Скарлатина была зарегистрирована у 7 157 человек в 1920 году и у 11 725 — в 1921 году. Рецидивирующая лихорадка также стремительно распространилась: 2 219 случаев в 1918 году, 11 646 — в 1919-м и 20 580 — в 1920-м. На этом фоне румынские власти в Бессарабии начали активную и широкомасштабную кампанию по вакцинации населения. В 1920 году общее число успешно привитых в крае составило 20.843 человека, а к 1924 году этот показатель увеличился почти в пять раз, достигнув отметки в 105 675 успешно привитых. В некоторых жудецах (например, в Тигине или Измаиле) показатели оставались умеренными, но и там фиксировался устойчивый рост охвата населения. Общий максимум зафиксирован в 1924–1925 годах, когда ежегодно прививалось успешно свыше 100 тысяч человек, а в 1927 году, несмотря на некоторое снижение активности, успешно привито было ещё около 98 656 человек.
В 1921 году Главное управление санитарной службы было включено в состав Министерства труда, Cоциальной Защиты и Здравоохранения, а в 1923 году, в соответствии с специальным законом, было учреждено Министерство здравоохранения. Это стало важным шагом на пути к улучшению технического руководства в сфере здраво-охранных мероприятий. Санитарный закон, принятый 4 июля 1930 года, стал одной из самых значительных реформ в области здравоохранения, инициированных румынским государством в Бессарабии. Закон предусматривал создание в сельских населённых пунктах Румынского Королевства интернатов и службы санитарных сестёр, что способствовало улучшению системы медицинской помощи. Кроме того, закон устанавливал, что в административно-медицинском отношении жудецы должны быть разделены на санитарные округа (plase sanitare), население каждого из которых не должно превышать 100 тысяч человек и выходить за географические пределы соответствующего жудеца. Целью этой реформы было продвижение государственной администрации в направлении материальной поддержки учреждений общественного здравоохранения, особенно в сельской местности. Больницы, предусмотренные для размещения в центре санитарного округа, должны были финансироваться из государственного бюджета.
В межвоенный период румынское правительство выделило значительные финансовые средства на реорганизацию и расширение больничной сети в Бессарабии. Так, в 1924–1938 годах Министерство здравоохранения ассигновало почти 100 миллионов лей на эти цели. В результате лечебная медицина получила мощный импульс к развитию: были построены новые больницы в Хотине и Тигине, открыт туберкулёзный санаторий в Ворничены, а также специализированный санаторий для больных костным туберкулёзом в Бугазе, обустроенный в соответствии со всеми требованиями тогдашней современной медицинской науки. Если в 1917 году в Бессарабии насчитывалось лишь 18 больниц, 80 амбулаторий, 20 бань и 44 дезинфекционных пункта, то благодаря реорганизации санитарной службы посредством реформ реализованных румынским государством, была создана разветвлённая сеть медицинских учреждений, включавшая к 1940 году уже 82 больницы, 230 клиник, 171 баню и 388 центров дезинфекции. Таким образом, количество больниц за 22 года увеличилось в 4,5 раза, амбулаторий — почти в 3 раза, число бань — более чем в 8 раз, а дезинфекционных пунктов — почти в 9 раз. В тоже время, благодаря всем гигиеническим и санитарным мерам, предпринятым румынскими властями в Бессарабии, удалось добиться значительного снижения уровня смертности среди местного населения — с 25 % в первые послевоенные годы до 19 % к концу межвоенного периода. Одновременно уровень рождаемости увеличился на 11,7 %, что способствовало демографическому росту: численность населения возросла с 2 750 000 человек в 1919 году до 3 110 654 человек в 1937 году.

## Национальный состав
По переписи 1930 года в Бессарабии проживали 2853,2 тысячи человек в том числе 1610,8 тысяч румын (56,5 %), 351,9 тысяча русских (12,3 %), 314,2 тысяч украинцев (11,0 %), 204,8 тысячи евреев (7,2 %), 98,1 тысяч гагаузов (3,4 %), 81,1 тысяча немцев (2,8 %), 13,5 тысяч цыган (0,5 %), 8,1 тысяч поляков (0,3 %).

## Программа репатриации
Согласно румынскому закону «О репатриации», с 2009 года в Румынии работает программа репатриации. Родственники тех граждан, которые в период с 1918 по 1940 год родились и проживали на территории Бессарабии, входившей в то время в состав Румынии, могут оформить паспорт Румынии. Кроме того, программа рассчитана на бывших румынских граждан, лишённых статуса из-за исторических событий. Для участия в программе репатрианту достаточно предоставить подтверждение румынской принадлежности, быть старше 18 лет, не иметь судимостей и депортаций.

### Деятели культуры румынского периода
- Буков, Емилиан Нестерович
- Гросу, Гурие
- Лупан, Андрей Павлович
- Ривкин, Герц Лейзерович
- Розенталь, Золмэн
- Сакциер, Мотл-Герш Абрамович
- Сорана Гурян
- Судит, Шулэм
- Цирельсон, Лейб Моисеевич
- Шрайбман, Ихил Ицикович
- Якир, Яков Иосифович

## Коммунистическое подполье в Бессарабии
Участники
- Бубновский, Самуил Маркович
- Бужор, Иосиф Аронович
- Лившиц, Хая Нахмановна
- Старый, Григорий Иванович
- Ткаченко, Павел Дмитриевич
- Сергиенко, Владимир Иванович

Судебные процессы
- Процесс бессарабских антифашистов
- Процесс 500-т
- Процесс 48-ми
- Процесс 43-х
- Процесс 108-ми
- Процесс 113-ти
- Процесс 65-ти

## Присоединение к СССР
В 1940 году усилились разногласия между королём Каролем II, занимавшим пробританскую позицию, и гитлеровской Германией, сторонниками которой была действовавшая в Румынии крайне правая партия «Железная гвардия» Хория Сима, с одной стороны, и группа военных под руководством маршала Иона Антонеску с другой.
26 июня 1940 года СССР предъявил Румынии ультиматум с требованием о возвращении Бессарабии, а также передаче Северной Буковины в состав СССР, и Румыния была вынуждена принять эти требования и отвести из этих областей свои войска. Спустя два месяца, 30 августа 1940 года, Кароль II был вынужден признать Венский арбитраж 1940 года, согласно которому Румыния должна была уступить Северную Трансильванию Венгрии. Воспользовавшись возмущением в Румынии, Ион Антонеску отстранил от власти Кароля II, а новым королём был провозглашён Михай I.
В 1940 году, после того как Бессарабия была аннексирована СССР, несколько молдаван и евреев, которые пытались пересечь Румынское королевство в СССР, были казнены на таможне в Галати румынской армией.
В настоящее время Румыния предоставляет гражданство Румынии гражданам Молдавии на основе родственных отношений с лицами, родившимися на румынской территории до 28 июня 1940 года.